# Actinoliet
Het mineraal actinoliet of straalsteen is een inosilicaat met de molecuulformule Ca2(Mg,Fe)5Si8O22(OH)2. De naam is van het Oudgriekse ἀκτίς, aktis, straal en λίθος, lithos, 'steen' afgeleid. Dit vanwege de vezelige structuur die actinoliet kan aannemen. Het is een van de meest voorkomende amfibolen. Het is grijsgroen tot groen of zwart, heeft een glasglans en een witte streepkleur. Het heeft een monoklien kristalstelsel en de splijting is perfect volgens kristalvlak [110]. De massadichtheid is 3,04 kg/l, de hardheid is 5,5 en actinoliet is niet radioactief. Het wordt vooral in gesteenten gevonden, die rijk aan calcium zijn en die een contactmetamorfose hebben ondergaan, en komt in stollings- en metamorfe gesteenten voor.

## Asbest
Actinoliet heeft soms een in de lengte splijtende, naaldachtige vezelstructuur. Het is een van de zes soorten asbest en wordt ook wel groene asbest genoemd. Deze kleur is alleen in zijn natuurlijke vorm te zien, niet meer nadat het mineraal is bewerkt. Inademen van de vezels is schadelijk voor de longen maar de concentraties in materialen zijn vaak laag. Een toepassing waar weleens actinoliet in zit is bijvoorbeeld kit. Het mineraal is zeldzamer en op veel kleinere schaal toegepast dan bijvoorbeeld chrysotiel, witte asbest.